# Domenico Quaglio de Jongere

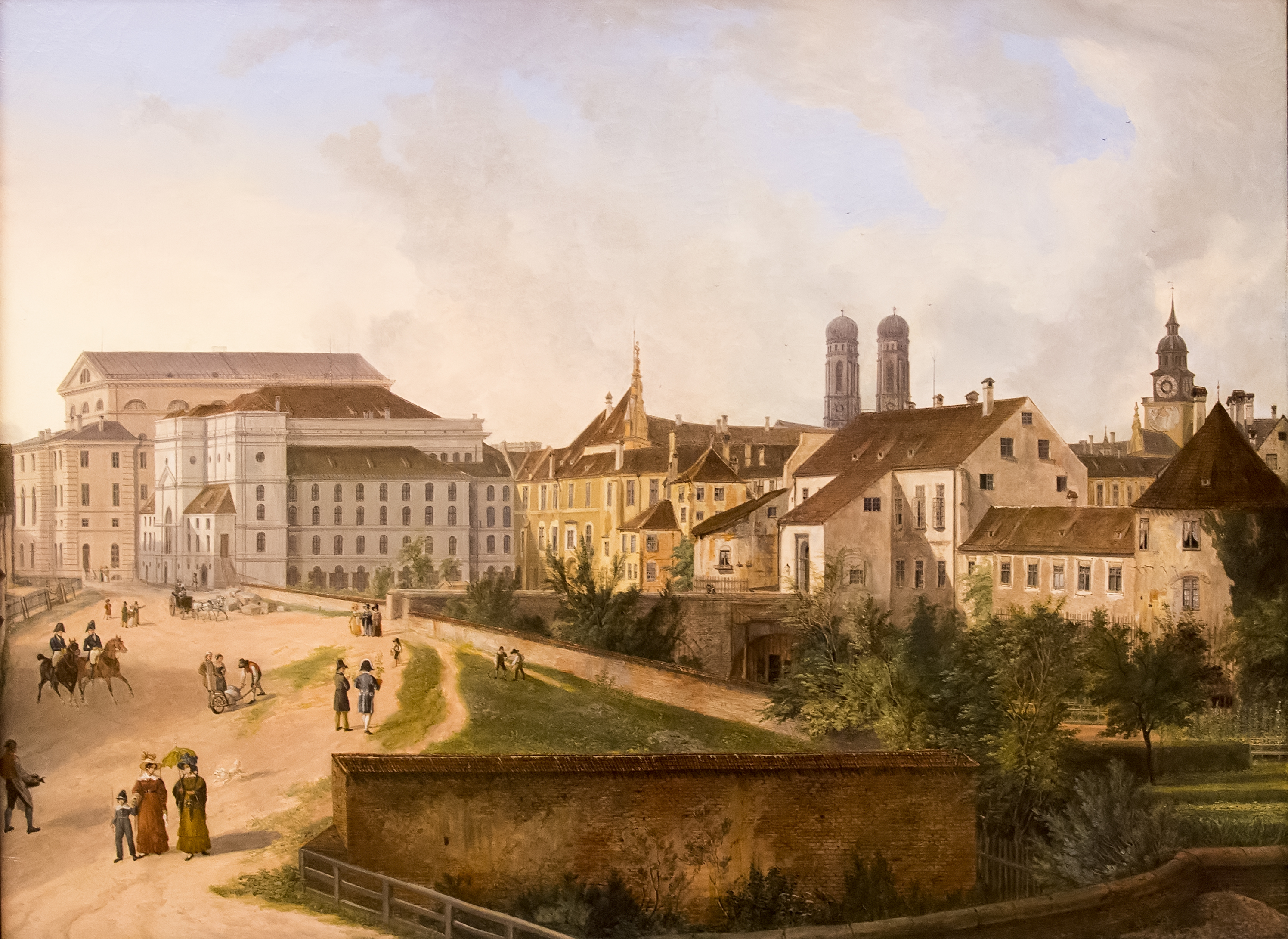
De Residentie vanaf het noordoosten, 1827, Neue Pinakothek, München

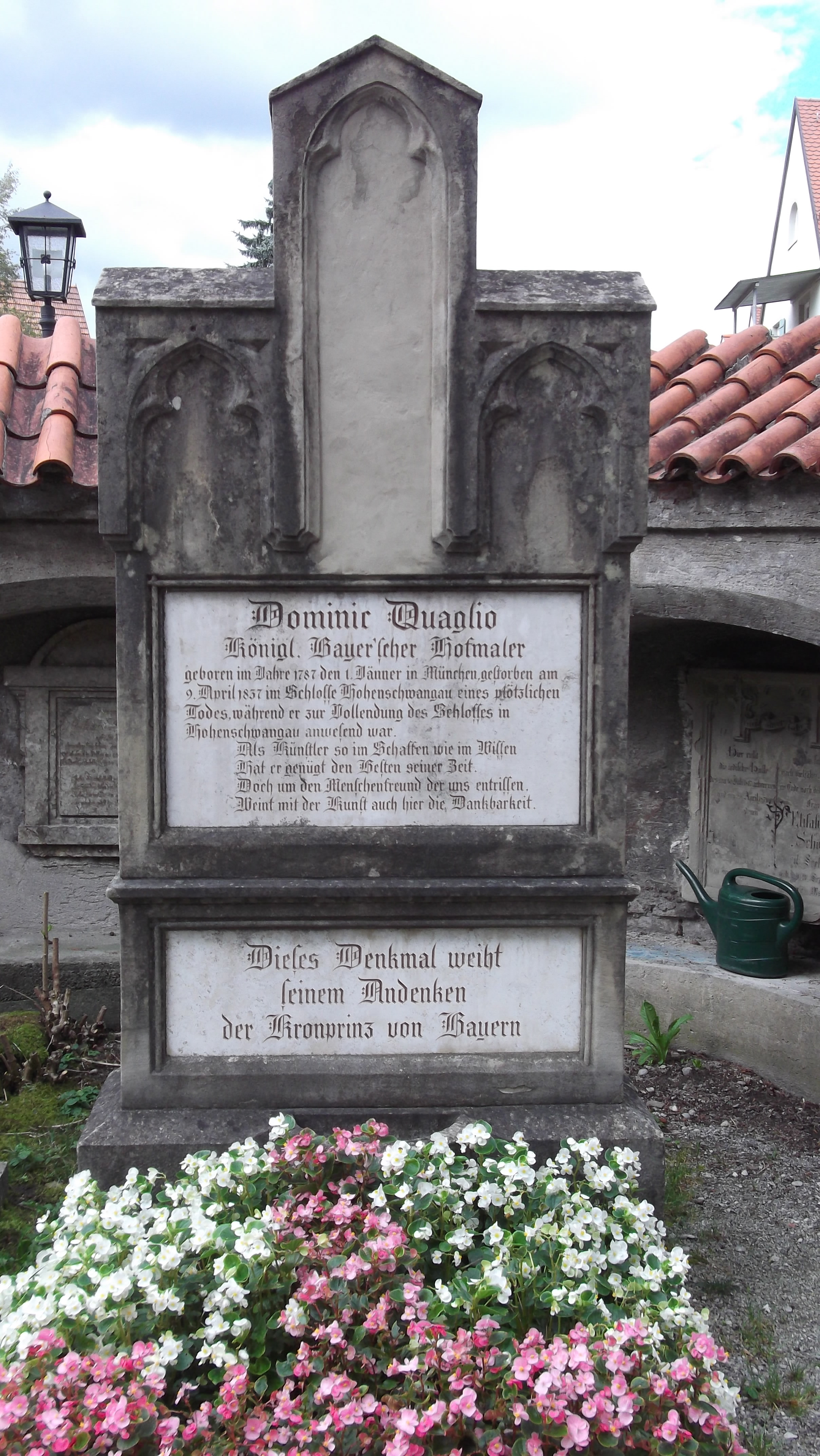
Graftombe van Domenico Quaglio de Jongere op het Alter Friedhof, St. Sebastian, Füssen

Domenico Quaglio de Jongere (München, 1 januari 1787 – Slot Hohenschwangau bij Füssen, 9 april 1837) was een Duits kunstschilder, etser en architect. Hij was de tweede zoon van Giuseppe Quaglio en lid van de grote Quaglio-familie, Italiaanse kunstenaars die voornamelijk hoftheaters inrichtten.
Domenico Quaglio werd opgeleid door zijn vader. Vanaf 1819 legde hij zich uitsluitend toe op het schilderen van gebouwen waarvoor hij opdrachten kreeg in de Nederlanden, Frankrijk, Italië en Duitsland. Hij was als architect verantwoordelijk voor de bouw van het neogotisch kasteel van Hohenschwangau, de zomerresidentie van koning Maximiliaan II van Beieren. Dit slot was ook de plaats waar Quaglio overleed.